# Nhà thờ Hồi Giáo Sultan Omar Ali Saifuddin

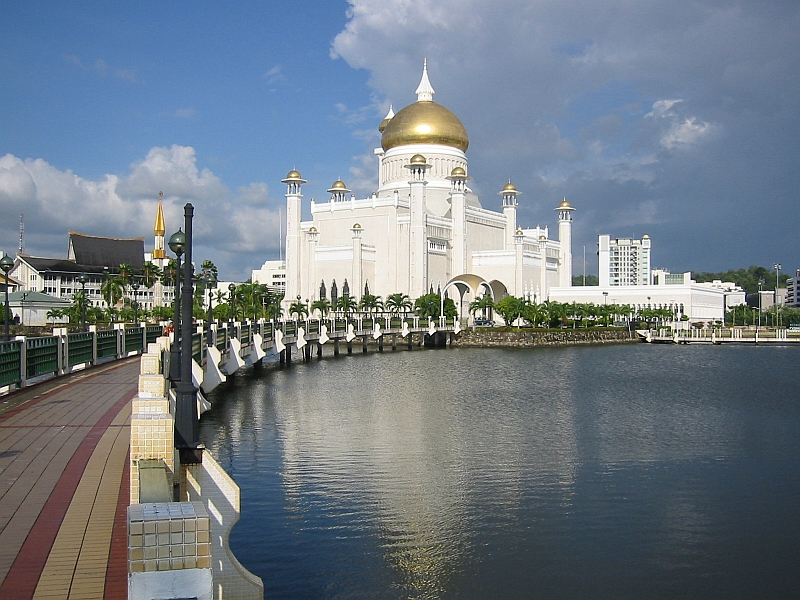
Nhà thờ Hồi giáo Sultan Omar Ali Saifuddin

Nhà thờ Hồi giáo Sultan Omar Ali Saifuddin là một nhà thờ Hồi giáo hoàng gia ở thủ đô Bandar Seri Begawan, của vương quốc Hồi giáo Brunei. Đây là một trong những nhà thờ Hồi giáo đẹp nhất ở khu vực châu Á Thái Bình Dương, là một điểm thu hút du khách tham quan ở thành phố cũng như quốc gia này.
Tên gọi nhà thờ này theo tên của vị vua thứ 28 của Brunei. Tòa nhà này được hoàn thành năm 1958 và là một mẫu ấn hình của kiến trúc Hồi giáo hiện đại.